# Collegio elettorale di Massa Carrara (Regno di Sardegna)
Il collegio elettorale di Massa Carrara è stato un collegio elettorale uninominale del Regno di Sardegna, uno dei quattro collegi della provincia di Massa. È stato istituito, assieme agli altri collegi elettorali dell'Emilia, con decreto del Governatore per le provincie dell'Emilia, Luigi Carlo Farini, il 20 gennaio 1860. Comprendeva, oltre al territorio di Massa, anche il mandamento di Aulla

## Dati elettorali
Nel collegio si svolsero votazioni solo per la settima legislatura. In seguito il territorio divenne parte del collegio elettorale di Massa.

### VII legislatura
Le votazioni si svolsero in 387 collegi uninominali a doppio turno. Come previsto dalla legge elettorale del 20 novembre 1859, era eletto al primo turno il candidato che «riunisce in suo favore più del terzo dei voti del total numero dei membri componenti il collegio e più della metà dei suffragi dati dai votanti presenti all'adunanza» (art. 91). Se nessun candidato era eletto, al ballottaggio tra i due candidati con più voti era eletto chi otteneva il maggior numero di voti (art. 92) o, in caso di ugual numero di voti, il maggiore d'età (art. 93).
| Partito                            | Partito                            | Candidato                          | Risultati 25 marzo 1860 | Risultati 25 marzo 1860 |
| Partito                            | Partito                            | Candidato                          | Voti                    | %                       |
| ---------------------------------- | ---------------------------------- | ---------------------------------- | ----------------------- | ----------------------- |
|                                    | —                                  | Giuseppe Pellegrini                | 339                     | 94,96                   |
|                                    | —                                  | Pietro Bertagnini                  | 18                      | 5,04                    |
|                                    |                                    |                                    |                         |                         |
| Iscritti                           | Iscritti                           | Iscritti                           | 865                     | 100,00                  |
| ↳ Votanti (% su iscritti)          | ↳ Votanti (% su iscritti)          | ↳ Votanti (% su iscritti)          | 364                     | 42,08                   |
| ↳ Voti validi (% su votanti)       | ↳ Voti validi (% su votanti)       | ↳ Voti validi (% su votanti)       | 357                     | 98,08                   |
| ↳ Schede non valide (% su votanti) | ↳ Schede non valide (% su votanti) | ↳ Schede non valide (% su votanti) | 7                       | 1,92                    |
| ↳ Astenuti (% su iscritti)         | ↳ Astenuti (% su iscritti)         | ↳ Astenuti (% su iscritti)         | 501                     | 57,92                   |